# Jacques Morel (relieur)
Pour les articles homonymes, voir Jacques Morel et Morel.
Jacques Morel, né vers 1620 en France et mort en décembre 1687 à Stockholm, est un relieur franco-suédois.

## Biographie
Jacques Morel est appelé en Suède à la fin des années 1640 par la reine Christine. À partir de 1651, il est le relieur de la Chambre des communes, mais sa tâche principale était de s'occuper de la reliure du grand nombre de livres qui étaient ajoutés à la Bibliothèque royale de Suède.
Après l'abdication de la reine Christine en 1654, Morel reste en Suède comme franc-maçon. Pendant une période, il a travaillé pour Johannes Janssonius dans son imprimerie et ses librairies à Stockholm et à Uppsala, mais a cessé lorsque l'imprimeur de livres de l'académie a repris l'impression à Uppsala et que l'entreprise de Stockholm a été fermée. En tant que franc-maçon, il n'a pas été autorisé à vendre des livres à couverture rigide dans sa propre boutique, mais a organisé la publication du livre de Romble Salés Puis le chef français et le pâtissier.
Parallèlement, il a continué comme relieur d'État. Après 1658, il devint relieur de la chambre, et plus tard aussi relieur de la chancellerie, et pendant les années 1660, il était responsable de la reliure des livres de chambre des intérêts, des comptes du château, des bons du trésor de la cour et des livres principaux de la reine. Il a également réalisé de la reliure pour des particuliers, dont Magnus Gabriel De la Gardie.
En 1673, il démissionne de son poste d'archiviste des livres des archives de la chambre. En 1687, Didrich Volcker lui succède. Morel a été autorisé à garder les deux tiers de son salaire pour le reste de sa vie, mais il meurt trois mois plus tard.